# Konkordia (imię)
Konkordia – imię żeńskie pochodzenia łacińskiego. Oznacza harmonię, pokój. Imię to nosiła jedna z bogiń w mitologii rzymskiej.
Męski odpowiednik: Konkordiusz.
Konkordia imieniny obchodzi 22 lutego i 13 sierpnia.